# 乌丹镇
乌丹镇，是中华人民共和国内蒙古自治区赤峰市翁牛特旗下辖的一个乡镇级行政单位。

## 行政区划
乌丹镇下辖以下地区：
新华社区、古城外社区、全宁社区、永兴社区、河南社区、西门外村、双窝铺村、北大庙村、北门外村、东门外村、东甸子村、东园子村、桥东村、桥南村、石家营村、杨家营村、东道村、山咀子村、七分地村、九分地村、新地村、驿马吐村、长汉布村、疙瘩窝铺村、乌兰板村、兴隆地村、德日苏嘎查、白塔子嘎查、三星他拉嘎查、下泡子嘎查、布日敦嘎查、花果营嘎查、白音汉嘎查、哈达图嘎查、沙布日台嘎查、阿日山嘎查、布力彦嘎查、胡日哈嘎查、布敦花嘎查、呼和苏勒嘎查、巴嘎他拉嘎查、哈日敖包嘎查、其甘嘎查、白音胡交嘎查、四道杖房村、排楼沟门村、大新井村和五窝铺村。